# Henri II de Laach
Henri II du Lac (en allemand : Heinrich von Laach), mort le 12 avril 1095 au château de Laach, est le premier comte palatin du Rhin de 1085 (ou, au plus tard, 1087) jusqu'à sa mort. 

## Filiation
Henri est probablement un membre de la maison d'Ardenne (Wigéricides), petit-fils du comte Frédéric de Luxembourg (mort en 1019) et frère aîné de l'évêque Poppon de Metz. Néanmoins, l’existence de Thierry, fils de Frédéric de Luxembourg et père de Henri et Poppon, reste incertaine. Selon d'autres, Henri est le fils d'Hermann Ier, comte de Gleiberg, également un fils cadet de Frédéric. 
En tant que comte, il possédait des domaines au sud de l'Eifel (Mayen) et le long de la Moselle. Même après que son cousin Hermann de Salm fut élu antiroi en 1081, il reste un fidèle de la dynastie franconienne et du roi Henri IV.

## Promotion en comté palatin

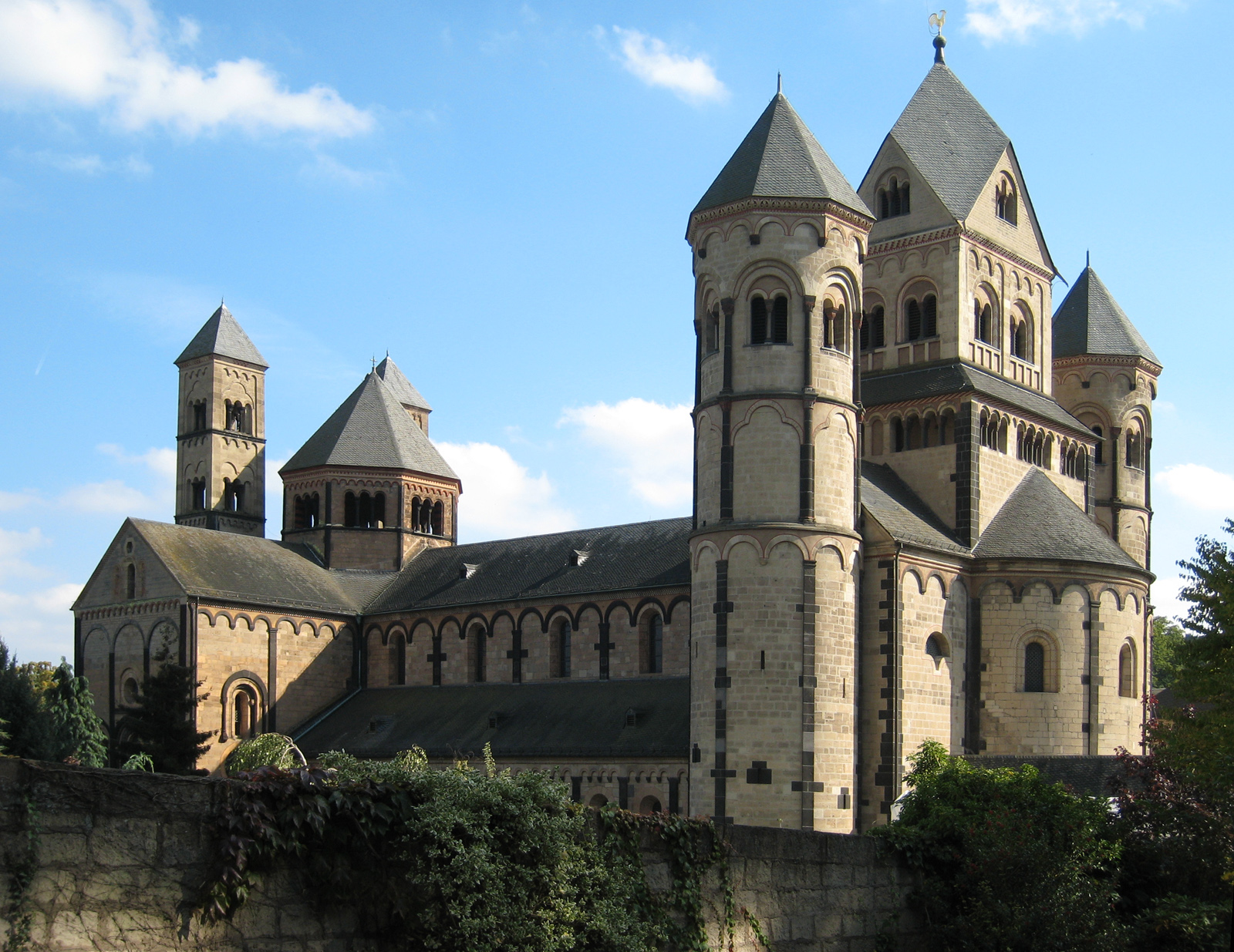
Abbatiale de Maria Laach.

À la mort sans héritier d'Hermann II, le dernier comte palatin de Lotharingie issu des Ezzonides, en 1085, ses possessions revinrent à l'empereur Henri IV. Henri du Lac épousa alors la veuve d'Hermann, Adélaïde de Weimar-Orlamünde (morte en 1100) et l'empereur le nomma comte palatin du Rhin. Avec son mariage, il put prendre le contrôle de ses possessions le long de la Moselle, ce qui entraina le déplacement du centre géographique du Palatinat vers le sud.
En 1093, Henri et Adélaïde fondaient l'abbaye de Maria Laach sur la rive du lac de Laach dans l'Eifel ; les premiers moines à arriver furent les frères de l'abbaye Saint-Maximin de Trèves. Le beau-fils d'Henri, Siegfried, fils d'Adélaïde et de son premier époux Adalbert II de Ballenstedt (mort en 1080), lui succéda.